# パイオニア (防護巡洋艦)
| 防護巡洋艦「パイオニア」 | |
| 艦歴                     | |
| 発注                     | アームストロング・エルジック造船所                                                                                    |
| 起工                     | 1897年12月16日 |
| 進水                     | 1899年6月28日 |
| 就役                     | 1900年7月10日 |
| 退役                     | |
| その後                   | 1931年2月18日海没処分                                                                                                 |
| 性能諸元                 | |
| 常備排水量               | ：2,200トン |
| 全長                     | 95.7m 91.5m(水線長)                                                                                                   |
| 全幅                     | 11.0m |
| 吃水                     | 4.5m |
| 機関                     | ノルマン・ソーニクロフト式石炭専焼水管缶8基 +直立型3段膨張式レシプロ機関2基2軸推進                                    |
| 最大出力                 | 7,000hp |
| 最大速力                 | 18.5ノット（公試時：20.5ノット）                                                                                      |
| 航続距離                 | 19ノット/2,500海里（石炭：500トン）                                                                                   |
| 乗員                     | 235名 |
| 兵装                     | アームストロング Marks I 10.2cm（40口径）単装砲8基 オチキス 47mm機砲8基 マキシム機関銃3丁 45.7cm水中魚雷発射管単装2基 |
| 装甲                     | 甲板：25～50mm（主甲板） 主砲坊盾：3.35mm（最厚部） 司令塔：76mm                                                      |

パイオニア (HMS Pioneer) は、1899年進水のイギリス海軍の防護巡洋艦ピローラス級の1隻。1913年からはオーストラリア海軍に移籍し「HMAS パイオニア（HMAS Pioneer）」となった。

## 艦歴
1897年12月16日起工。1899年6月28日進水。1900年1月23日竣工。1900年7月10日就役。
就役後、地中海に配備され、次いでオーストラリアに配備される。
1912年にオーストラリア海軍へ譲渡され、1913年3月1日にオーストラリア海軍で就役。
第一次世界大戦が始まると、「パイオニア」はオーストラリア西岸で1914年8月16日と8月26日にドイツ船を拿捕した。
1914年11月1日、フリーマントル沖で護衛として兵員輸送船団に加わる。しかし、機関の故障のため「パイオニア」はフリーマントルに後退した。
1915年1月9日、「パイオニア」はフリーマントルを出港しアフリカへ向かう。2月6日にザンジバルに到着した「パイオニア」は、ドイツ領東アフリカ沖で封鎖任務に従事した。1915年7月にはルフィジ川河口に潜むドイツ巡洋艦「ケーニヒスベルク」攻撃に参加。また、1916年にはダルエスサラームやタンガ砲撃も行った。
1916年8月22日、「パイオニア」はザンジバルを離れオーストラリアへ向かった。10月22日、シドニーに到着。
1916年11月7日退役。1931年2月18日、シドニー沖へ沈められた。